# Gran Premi de Malàisia del 2004

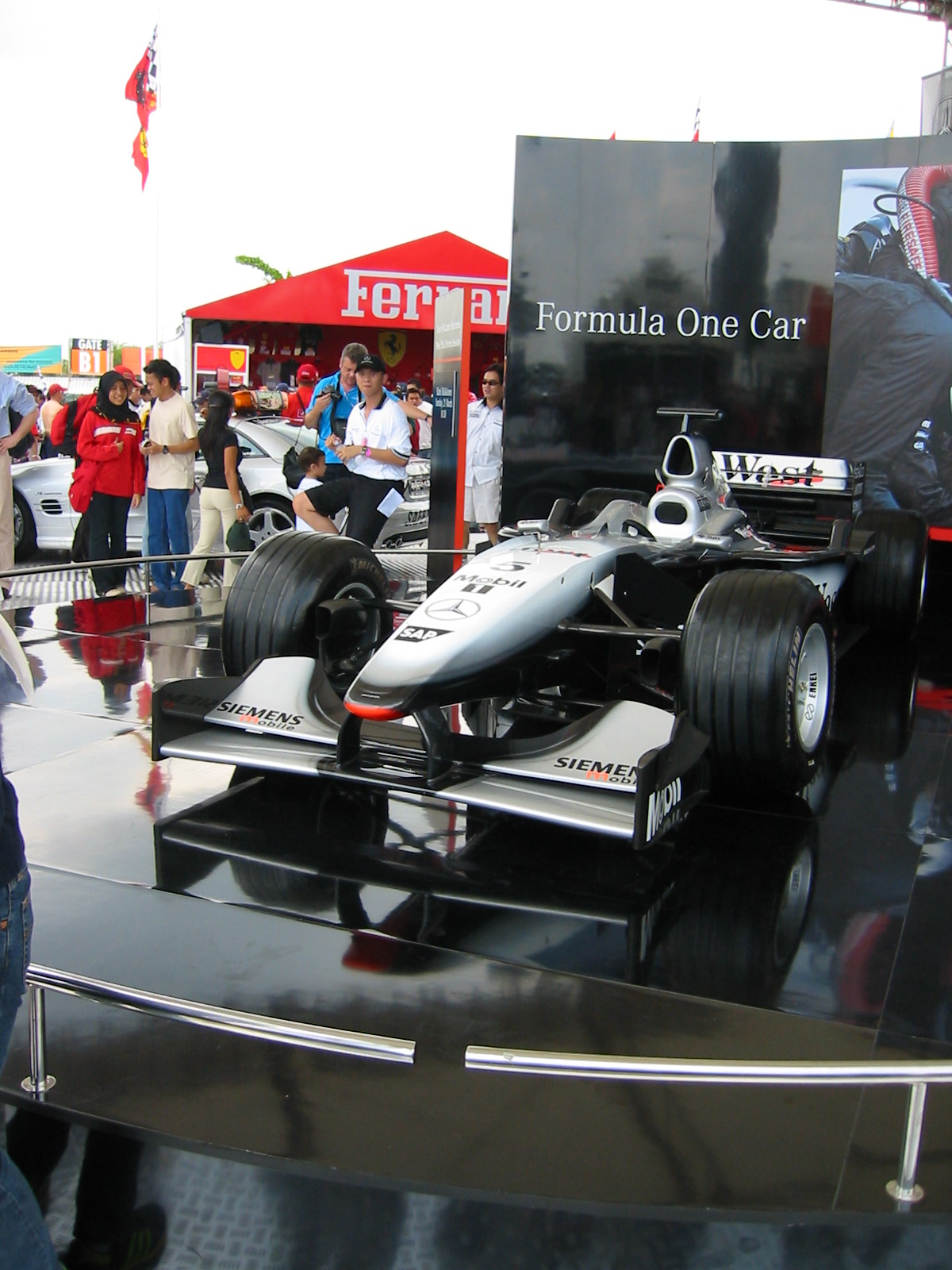
Cotxe McLaren MP4-15 abans de la cursa.

Resultats del Gran Premi de Malàisia de Fórmula 1 de la temporada 2004, disputat al circuit de Sepang a Kuala Lumpur, el 21 de març del 2004.

## Resultats
| Pos. | No | Pilot                | Equip              | Voltes | Temps/ Retirada | Pos. de sortida | Punts |
| ---- | -- | -------------------- | ------------------ | ------ | --------------- | --------------- | ----- |
| 1    | 1  | Michael Schumacher   | Ferrari            | 56     | 1h 31' 07. 4    | 1               | 10    |
| 2    | 3  | Juan Pablo Montoya   | Williams - BMW     | 56     | + 5.0 s         | 4               | 8     |
| 3    | 9  | Jenson Button        | BAR - Honda        | 56     | + 11.5 s        | 6               | 6     |
| 4    | 2  | Rubens Barrichello   | Ferrari            | 56     | + 13.6 s        | 3               | 5     |
| 5    | 7  | Jarno Trulli         | Renault            | 56     | + 37.3 s        | 8               | 4     |
| 6    | 5  | David Coulthard      | McLaren - Mercedes | 56     | + 53.0 s        | 9               | 3     |
| 7    | 8  | Fernando Alonso      | Renault            | 56     | +1' 07.8 min.   | 19              | 2     |
| 8    | 12 | Felipe Massa         | Sauber - Petronas  | 55     | + 1 Volta       | 11              | 1     |
| 9    | 16 | Cristiano da Matta   | Toyota             | 55     | + 1 Volta       | 10              |       |
| 10   | 15 | Christian Klien      | Jaguar - Cosworth  | 55     | + 1 Volta       | 13              |       |
| 11   | 11 | Giancarlo Fisichella | Sauber - Petronas  | 55     | + 1 Volta       | 12              |       |
| 12   | 17 | Olivier Panis        | Toyota             | 55     | + 1 Volta       | 14              |       |
| 13   | 19 | Giorgio Pantano      | Jordan - Ford      | 54     | + 2 Voltes      | 18              |       |
| 14   | 20 | Gianmaria Bruni      | Minardi - Cosworth | 53     | + 3 Voltes      | 16              |       |
| 15   | 10 | Takuma Sato          | BAR - Honda        | 52     | + 4 Voltes      | 20              |       |
| 16   | 21 | Zsolt Baumgartner    | Minardi - Cosworth | 52     | + 4 Voltes      | 17              |       |
| Ret  | 6  | Kimi Räikkönen       | McLaren - Mercedes | 40     | Transmissió     | 5               |       |
| Ret  | 18 | Nick Heidfeld        | Jordan - Ford      | 34     | Transmissió     | 15              |       |
| Ret  | 4  | Ralf Schumacher      | Williams - BMW     | 27     | Motor           | 7               |       |
| Ret  | 14 | Mark Webber          | Jaguar - Cosworth  | 23     | Accident        | 2               |       |

## Altres
- Pole: Michael Schumacher 1' 33. 074

- Volta ràpida: Juan Pablo Montoya 1' 34. 223 (a la volta 28)